# Prosopomyia orientalis
Prosopomyia orientalis är en tvåvingeart som beskrevs av Mitsuhiro Sasakawa 1998. Prosopomyia orientalis ingår i släktet Prosopomyia och familjen lövflugor. Inga underarter finns listade i Catalogue of Life.